# Colin Donnell
Colin Donnell (San Luis, Misuri, 9 de octubre de 1982) es un actor estadounidense, conocido por participar en diversas obras de teatro; también por interpretar a Tommy Merlyn en la serie de televisión de The CW, Arrow, y al doctor Rhodes en Chicago Med.

## Biografía

### Primeros años
Donnell nació en San Luis, Misuri, Estados Unidos. Es el menor de tres hermanos; tocaba la guitarra y tomó lecciones de canto cuando tenía 17 años. Su introducción a los escenarios fue en la secundaria, donde formó parte del coro y se encontraba en segundo plano haciendo malabares y otros trucos de circo. Como él mismo dijo, "le encantó", y el resto es historia. Se graduó de la Universidad de Indiana.

### Carrera
Donnell ha formado parte en numerosas obras de teatro, entre las que destacan Mamma Mia! y Wicked. Su primera actuación en un teatro de Broadway fue en Jersey Boys como Hank Mejewski. Otros créditos teatrales de Colin incluyen Follies, Meet Me In St. Louis y Anything Goes, (que valió una nominación para un Premio Drama Desk), Johnny Baseball, entre otras.
Donnell comenzó su carrera en televisión interpretando a  Mike Ruskin en la serie la ABC, Pan Am, donde participó en cuatro episodios. El 22 de febrero, se anunció que Colin fue seleccionado para interpretar a Tommy Merlyn, en el piloto de la adaptación de Flecha Verde. El 9 de mayo de 2012, la cadena anunció que recogería el piloto para desarrollar una nueva serie que llevaría por nombre Arrow. Ha aparecido como estrella invitada en series como Unforgettable, Person of Interest y The Mysteries of Laura. También obtuvo un papel recurrente en la serie de la cadena Showtime The Affair, donde interpretó a Scotty Lockhart.
El 29 de mayo de 2015, se dio a conocer que Donnell fue contratado como parte del elenco principal de Chicago Med.

### Vida personal
El 19 de diciembre de 2014, Donnell se comprometió con Patti Murin, con quien comenzó a salir en 2013 tras protagonizar juntos la obra Love's Labour's Lost. Se casaron el 9 de junio de 2015, en Nueva York. En febrero de 2020, se hizo público que esperaban su primer hijo juntos, una niña. Su hija, Cecily Philips, nació el 14 de julio de 2020. En octubre de 2022 anunciaron que estaban esperando su segunda hija, Lorelai Grace, quien nació el 2 de abril de 2023.

## Filmografía
| Cine        | Cine                                     | Cine                                  | Cine |
| Año         | Título                                   | Rol                                   | Notas |
| ----------- | ---------------------------------------- | ------------------------------------- | --- |
| 2014        | Every Secret Thing                       | Paul Porter                           | |
| 2019        | Sell By                                  | Henry                                 | |
| Televisión  |                                          |                                       | |
| Año         | Título                                   | Rol                                   | Notas |
| 2011–2012   | Pan Am                                   | Mike Ruskin                           | 4 episodios |
| 2012–2020   | Arrow                                    | Tommy Merlyn/Prometheus-X/Dark Archer | Elenco principal (Temporada 1; 20 episodios) Invitado (Temporadas 2-3, 6-8; 8 episodios)                                                                                       |
| 2014        | Unforgettable                            | Agente Stone                          | 1 episodio |
| 2014        | Person of Interest                       | Billy Parsons                         | 1 episodio |
| 2014        | The Mysteries of Laura                   | Daniel Mikorski                       | 1 episodio |
| 2014–2015   | The Affair                               | Scotty Lockhart                       | Elenco recurrente (Temporadas 1-2; 16 episodios) |
| 2015        | Love is a Four-Letter Word               | Sean                                  | Película para televisión |
| 2015–2019   | Chicago Med                              | Dr. Connor Rhodes                     | Elenco principal (Temporada 1-4; 83 episodios) Invitado (Temporada 5) |
| 2016–2019   | Chicago Fire                             | Dr. Connor Rhodes                     | Invitado (Temporadas 4, 6-7; 4 episodios) |
| 2016–2017   | Chicago P.D.                             | Dr. Connor Rhodes                     | Invitado (Temporadas 3-4; 4 episodios) |
| Videojuegos |                                          |                                       | |
| Año         | Título                                   | Rol                                   | Notas |
| 2011        | L.A. Noire                               | Varios personajes                     | actor de voz |
| Teatro      |                                          |                                       | |
| Año         | Título                                   | Rol                                   | Notas |
| 2007        | Jersey Boys                              | Hank Mejewski                         | Debut en Broadway |
| 2007        | Follies                                  | Ben (joven)                           | |
| 2010        | Johnny Baseball                          | Johnny O'Brian                        | |
| 2011 - 2012 | Anything Goes                            | Billy Crocker                         | Nominado - Astaire Award (Mejor Bailarín) Nominado - Drama Desk Award (Mejor Actor en un Musical) Nominado - Outer Critics Circle Award (Mejor Actor de reparto en un Musical) |
| 2012        | Merrily We Roll Along                    | Franklin Shepard                      | |
| 2013        | Love's Labour's Lost                     | Berowne                               | |
| 2014        | Violet                                   | Monty                                 | |
| 2014        | Bright Lights, Big City                  | Él mismo                              | |
| 2015        | Broadway Sings P!NK                      | Él mismo                              | |
| 2015        | Lady, Be Good                            | Jack Robinson                         | |
| 2015        | #tbtLIVE Throwback Thursday: The Concert | Él mismo                              | |